# Entre Moria y vos
Entre Moria y Vos fue un programa de televisión de talk show conducido por Moria Casán entre el año 2001 y 2003, que se emitía en principio de lunes a viernes a las 16:00 y posteriormente a las 18:00. Tuvo en 2001 algunas ediciones los sábados en el mismo horario. Dado que transmitía en plena franja de protección al menor, es que el programa cometió 72 infracciones según el Comité Federal de Radiodifusión, por falta a la ley de radiodifusión. Sin embargo, el programa fue un éxito debido a la gran cantidad de audiencia. Fue, en su momento, el programa más visto de América TV.

## Descripción
El programa se basaba en el testimonio de varios participantes (personas desconocidas de un nivel socioeconómico bajo). A fin de un conflicto entre dos o más personas, la conductora intentaba mediar y llegar a una solución. Había una tribuna (de gente no famosa ni profesional) que juzgaba a los testigos y participaba en un debate con ellos. Si se producían agresiones físicas (como pasaba habitualmente) un asistente de producción o camarógrafo separaba a los involucrados. Moria, como interceptora, decía:

"Yo tengo un reloj interno que me marca cuándo tengo que encararlos. Tengo oficio, instinto y psicología. Los dejo reposar, pero luego los escarbo. Tienen una cosa tapadita que les dispara otras cosas y yo las aprovecho. Mi programa está entre la comedia y el drama, aunque hay días en que es casi risueño. Porque hay tanta desmesura en la exposición, en contar, en manifestar sus miserias. Esto es como el ‘sé gual’ de minguitolandia. Da lo mismo acostarse por un electrodoméstico que no hacerlo."

A los testigos se les ofrecía ayuda psicológica al final de la emisión, ya que no había una intervención de un profesional durante la misma. El público opinaba mediante mensajes telefónicos leídos por la conductora, a favor o en contra de los testigos. Familiares o amigos de los testigos participaban telefónicamente o desde la tribuna para ayudar a su conocido o sentenciar a su enemigo.

### Resumen
Moria abría el programa con una introducción al tema a tratar y sobre los testigos, se pasaba un video de los testigos donde contaban sus problemas desde su casa, aparecían los testigos y se sentaban en "el escenario de la vida". Casán, siempre desde abajo del escenario, les preguntaba por qué asistían al programa y allí comenzaba el debate. Luego aparecían más individuos para defender o acusar a los testigos o participaban vía telefónica.

### Temas tratados en el programa
Los temas tratados giraban en torno a las relaciones entre familiares, vecinos, amigos, conocidos, etc., que generalmente siempre son de un mismo sector social. Se basaban en la identidad sexual, conflictos de pareja y familiares. Eran controvertidos y escandalosos, no son asuntos que le sucedan a la mayoría de la población. 
Algunos temas son:
"soy gay y no acepto que mi hijo sea travesti", "mi marido me engaña con un travesti", "mi mamá me arruinó la vida", "el marido de mamá embarazó a mi hermana y quiso abusar de mí", "mi hermanastro tiene mujer pero me desea", "tengo mujer, amante y no me alcanza", "siempre me mintió: no es mi padre y es gay", "me enamoré de mi sobrino aunque esté embarazada de mi marido".

## Problemas con el Comité Federal de Radiodifusión
El programa iba en vivo y no podía, por eso, hacer uso del "bip" censurador. Sólo se aplicaba en la emisión de los domingos, día en que se ponía en el aire un programa grabado. Pero otra cosa era la temática del programa en sí, siempre de alta conflictividad y en un horario, el de las 6 de la tarde, en plena franja de protección al menor. Por ese motivo es que el programa llevaba cometidas 72 infracciones según el Comité Federal de Radiodifusión, por falta a la ley de radiodifusión.

"No esquivamos los temas fuertes -explica la productora general- y es cierto que tenemos bastantes sanciones. Pero es difícil controlar lo que se dice en vivo durante el programa en la medida en que a la gente que viene a dar su testimonio no se la puede condicionar. Muchas de estas personas pasaron por la escuela solamente dos o tres años. Del programa participa gente de nivel medio medio, medio bajo y bajo. Hay quienes viven en barrios muy humildes, en monoblocks y otros que no. Y también se da que las personas de menos recursos vienen a hablar con Moria y el resto la mira por TV. Del otro lado de la pantalla hay un target más alto, que mira el programa y cree que lo que ve les pasa solamente a otros."